# Hushjælp i helvede
Hushjælp i helvede er en dansk dokumentarfilm fra 2018 instrueret af Søren Klovborg.

## Handling
Historien om den kenyanske kvinde Mary Kibwana, der rejser til Mellemøsten for at arbejde som tjenestepige for en familie og kommer hjem dækket af forbrændinger. Hvem bærer ansvaret, og hvordan vil Mary leve med sin smerte?